# Copa Ciudad de Osorno 2008
La Copa Ciudad de Osorno 2008 fue un torneo de carácter amistoso disputado en la ciudad homónima del sur de Chile. Los participantes fueron el local Provincial Osorno,  Unión Española, Colo-Colo y Universidad Católica.
La final fue disputada entre Universidad Católica y Colo-Colo en el Estadio Rubén Marcos Peralta. El gol del desequilibrio fue anotado por el volante argentino Darío Bottinelli de Universidad Católica, que con este resultado se proclamó campeón del certamen.  Por el tercer lugar, Unión Española se impuso a Provincial Osorno mediante lanzamientos penales.
De acuerdo a informaciones oficiales, un total de 25.000 personas acudieron a los 4 partidos de este torneo.

## Cuadro
|  | Semifinales          | Semifinales          |   |                      | Final                | Final |  |
|  |                      |                      |   |                      |                      |       |  |
|  |                      |                      |   |                      |                      |       |  |
|  | 16 de enero – Osorno |                      |   |                      |                      |       |  |
|  | Unión Española       | 2 (3)                |   |                      |                      |       |  |
|  | Colo-Colo (p)        | 2 (4)                |   |                      |                      |       |  |
|  |                      |                      |   |                      |                      |       |  |
|  |                      |                      |   |                      | 20 de enero – Osorno |       |  |
|  |                      |                      |   |                      | Colo-Colo            | 0     |  |
|  |                      | Universidad Católica | 1 |                      |                      |       |  |
|  |                      |                      |   |                      |                      |       |  |
|  |                      |                      |   |                      |                      |       |  |
|  |                      |                      |   |                      | Tercer lugar         |       |  |
|  | 18 de enero – Osorno | 18 de enero – Osorno |   | 20 de enero – Osorno | 20 de enero – Osorno |       |  |
|  | Universidad Católica | 1                    |   | Unión Española (p)   | 1 (?)                |       |  |
|  | Provincial Osorno    | 0                    |   |                      | Provincial Osorno    | 1 (?) |  |

## Final
| 20 de enero de 2008 | Universidad Católica | 1:0 (0:0) | Colo-Colo | Rubén Marcos Peralta, Osorno |                        |
| 20:30 (CLST)        | Bottinelli 68'       | Reporte   |           | Árbitro(s): Guido Aros       | Árbitro(s): Guido Aros |

| Campeón Universidad Católica |